# Renato Dionisi (Komponist)
Renato Dionisi (* 2. Januar 1910 in Rovigno Österreich-Ungarn; † 24. August 2000 in Verona) war ein italienischer Komponist und Musikpädagoge.

## Leben
Dionisi wuchs in Borgo Sacco, dem Geburtsort seines Vaters auf. Er war diplomierter Buchhalter. Seine musikalische Ausbildung begann er als Kompositionsschüler von Celestino Eccher und Mario Mascagni am Musikgymnasium Gioacchino Rossini in Bozen. Parallel studierte er auch bei Roberto Rossi am Musikgymnasium von Rovereto. Noch als Schüler hatte er 1934 Erfolg bei einem nationalen Kompositionswettbewerb mit einer Melodia Pastorale für Klavier.
1936 beendete er das Kompositionsstudium mit einem Diplom und begann, allgemeine Musikkultur am Musikgymnasium Bozen zu unterrichten. 1940 wurde er Lehrer am Conservatorio «Claudio Monteverdi» di Bolzano, wo er die Unterstufe für Komposition leitete. Daneben unterrichtete er Musikgeschichte und Chormusik am Liceo musicale Riccardo Zandonai Rovereto. Nach der kriegsbedingten Schließung des Bozener Konservatoriums 1943 wirkte er bis 1945 erstmals am Conservatorio Giuseppe Verdi in Mailand.
1945 kehrte er zunächst nach Bozen zurück und wurde dann an das Conservatorio di Musica Luigi Cherubini in Florenz versetzt, wo er bis 1952 blieb. Danach kehrte er als Lehrer für Harmonielehre und Kontrapunkt an das Mailänder Konservatorium zurück. 2000 starb er nach zweiwöchigem Krankenhausaufenthalt an den Folgen eines Sturzes in seinem Haus in Verona.
Dionisi veröffentlichte mehrere musikpädagogische Schriften. Seine Kompositionen für Orchester wurden unter der Leitung von Dirigenten wie Carlo Maria Giulini, Hermann Michael, Massimo de Bernart, Pierluigi Urbini und Roberto Lupi uraufgeführt. Außerdem komponierte er zahlreiche Kammermusik- und Instrumentalwerke. Als Interpret seiner Kompositionen für die Orgel profilierte sich Luigi Celeghin. Aktiv war er auch auf dem Gebiet der Chormusik. Unter anderem harmonisierte er mehrere Musikstücke für den Coro della SAT (Società degli Alpinisti Tridentini).